# Porphyrolaema porphyrolaema
A Porphyrolaema porphyrolaema a madarak osztályának verébalakúak (Passeriformes) rendjébe és a kotingafélék (Cotingidae) családjába tartozó Porphyrolaema  nem egyetlen faja.

## Rendszerezése
A fajt Charles Joseph Sainte-Claire Deville és Philip Lutley Sclater írta le 1854-ben, a Cotinga nembe Cotinga porphyrolaema néven.

## Előfordulása
Dél-Amerikában, Bolívia, Brazília, Kolumbia, Ecuador és Peru területén honos. A természetes élőhelye a szubtrópusi vagy trópusi síkvidéki esőerdők. Állandó, nem vonuló faj.

## Megjelenése
Testhossza 18–18,5 centiméter, testtömege 60 gramm.
|  |

## Életmódja
Erdei fák gyümölcseivel táplálkozik.

## Külső hivatkozások
- Képek az interneten a fajról
- Internet Bird Collection
- Xeno-canto.org